# بيتر هاسكيل
بيتر هاسكيل (بالإنجليزية: Peter Haskell)‏ هو ممثل أمريكي، ولد في 15 أكتوبر 1934 ببوسطن في الولايات المتحدة، وتوفي في 12 أبريل 2010 في الولايات المتحدة.

## أعمال

### أفلام
- (1991) لعبة طفل 3

## وصلات خارجية
- بيتر هاسكيل على موقع IMDb (الإنجليزية)
- بيتر هاسكيل على موقع ألو سيني (الفرنسية)
- بيتر هاسكيل على موقع أول موفي (الإنجليزية)
- بيتر هاسكيل على موقع قاعدة بيانات الأفلام السويدية (السويدية)
- بيتر هاسكيل على موقع إن إن دي بي (الإنجليزية)
- بيتر هاسكيل على موقع قاعدة بيانات الفيلم (الإنجليزية)
- بيتر هاسكيل على موقع كينوبويسك (الروسية)